# Uniwersytet Humanistycznospołeczny
Die Universität SWPS (polnisch Uniwersytet SWPS) ist eine private Universität in der polnischen Hauptstadt Warschau. Die Universität hat mehr als 16.000 Studenten in 30 verschiedenen Programmen und mehr als 70 Spezialisierungskursen.
SWPS bedeutet Hochschule für Sozialpsychologie (Szkoła Wyższa Psychologii Społecznej). Sie war die erste private Universität des Landes.
2024 geriet die Hochschule in die Kritik, nachdem Medien die öffentlich einsehbare Doktorarbeit des stellvertretenden Justizministers Arkadiusz Myrcha (PO) im Kabinett Tusk III thematisiert hatten. Es handelt sich um eine (ohne Verzeichnisse) gut hundertseitige Darstellung des polnischen Gesetzgebungsprozesses ohne spezielle Fragestellung, die im März 2023 an der SWPS für promotionswürdig befunden wurde. Sein Doktorvater Prof. Chmaj promovierte auch andere Politiker der PO.

## Fachbereiche

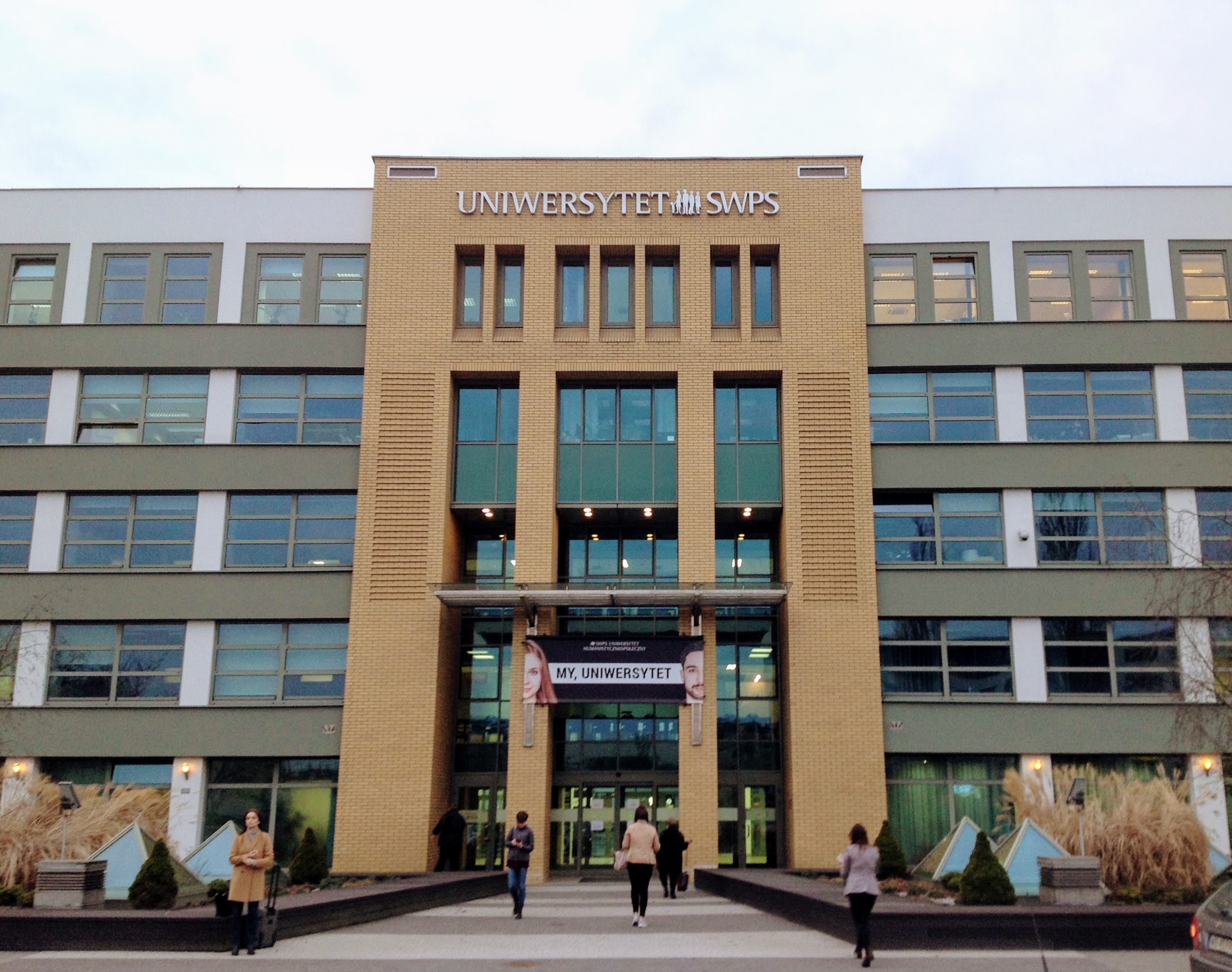
Universität SWPS

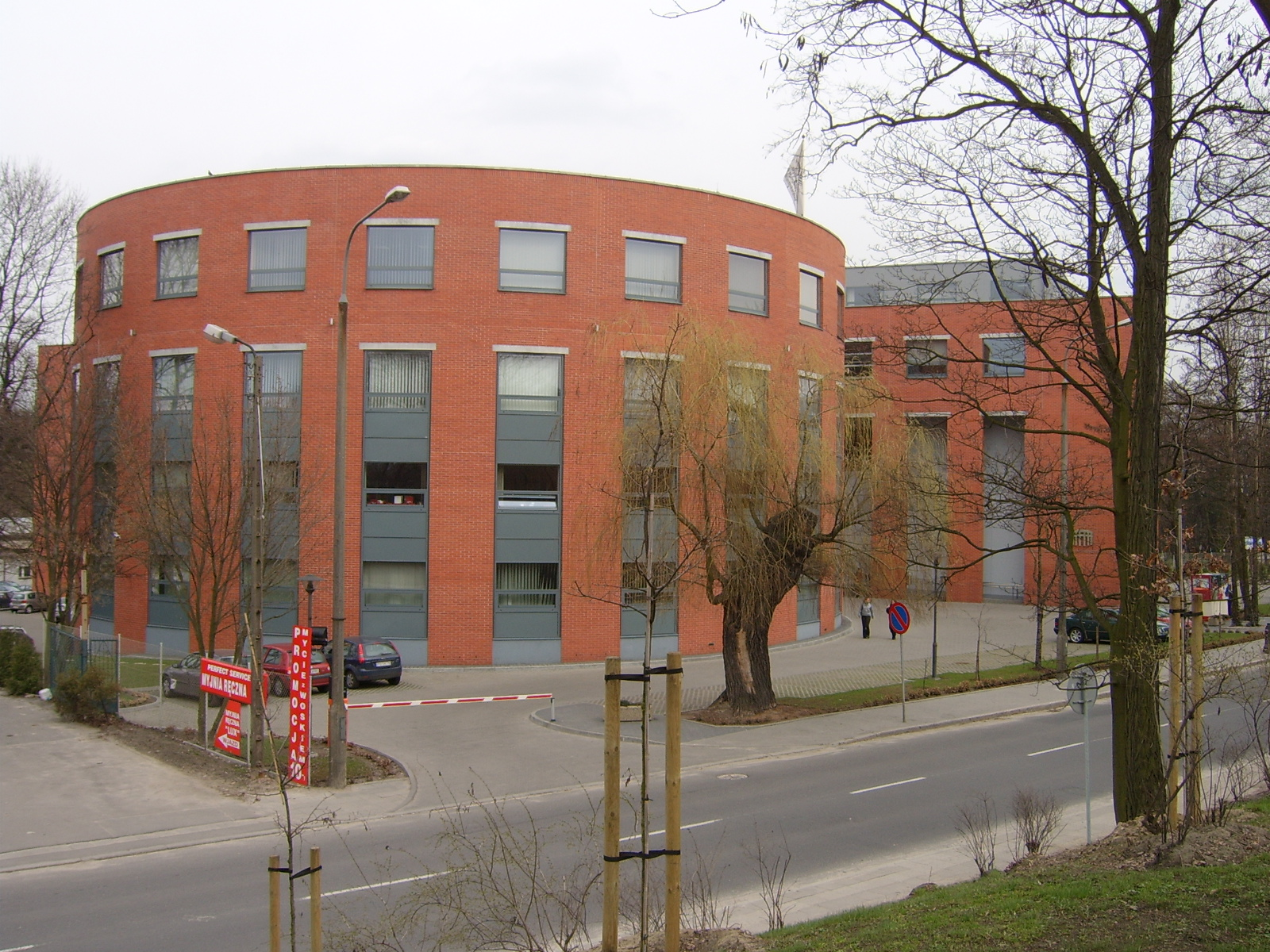
Fakultät für Psychologie (Katowice)

- Fakultät für Psychologie (Warschau)
- Fakultät für Geistes- und Sozialwissenschaften (Warschau)
- Fakultät für Recht (Warschau)
- Fakultät für Psychologie (Sopot)
- Fakultät für Psychologie (Katowice)
- Fakultät für Psychologie (Wrocław)
- Fakultät für Recht und Kommunikation  (Wrocław)
- Fakultät für Sozialwissenschaften und Design (Posen)

## Rektoren
- Andrzej Eliasz (1996–2016)
- Roman Cieślak (2016–)